# داني غرين (لاعب كرة قاعدة)
داني غرين (بالإنجليزية: Danny Green)‏ هو لاعب كرة قاعدة أمريكي، ولد في 6 نوفمبر 1876 في بورلينغتون في الولايات المتحدة، وتوفي في 9 نوفمبر 1914 في كامدن في الولايات المتحدة.

## وصلات خارجية
- داني غرين على موقعبيزبول رفرنس.كوم (الدوري الرئيسي) (الإنجليزية)